# أفيرو
أفيرو (بالبرتغالية: Aveiro) هي مدينة وبلدية تقع في البرتغال، وهي عاصمة محافظة أفيرو. يقدر عدد سكانها بـ 78,455 نسمة ومساحتها 197.58 كم2 .

## المدن التوأمة
مدن فورلي، أويتا (أويتا)، بيليم، بلدية سانتو أنطونيو ‏، فيسيو، بورجيز، فيانا دو كاستيلو، تروا ريفيير، آركاشون، Farim، ثيوداد رودريجو، São Filipe، المهدية (تونس)، سانتا كروز دي لا سايرا (إسبانيا)، خولارغوس، Pemba، كاراكاس، البندقية، Panyu District، نيوآرك، نيوجيرسي، Wallingford، إنهامبان وبون هي مدن توأمة لـآويرو.

## أعلام
- ديوغو فالينتي
- روزا أليس برانكو
- بيدرو جوليو ماركيز ريبيرو
- ريكاردو دياز
- أرتور موريرا
- جوان، أميرة البرتغال